# Aeropuerto de Punta Gorda (Florida)
El Aeropuerto de Punta Gorda (en inglés, Punta Gorda Airport)  (IATA: PGD, OACI: KPGD, FAA LID: PGD) es un aeropuerto público ubicado a cinco kilómetros al este de Punta Gorda, en el condado de Charlotte, Florida. Es propiedad de la Autoridad Aeroportuaria del Condado de Charlotte y anteriormente se llamaba Aeropuerto del Condado de Charlotte. El aeropuerto se ha utilizado principalmente para la aviación general, pero recientemente ha aumentado el servicio regular de aerolíneas, con vuelos de Allegiant Air a cincuenta y un destinos.
El aeropuerto es sede del Florida International Air Show, un evento anual en el que han participado varios equipos de demostración militar, como el Escuadrón de Demostración de Vuelo de la Armada de los Estados Unidos, los "Blue Angels",  los "USAF Thunderbirds" y el equipo de helicópteros Cobra "Sky Soldiers" del Ejército de los Estados Unidos (173.ª Brigada Aerotransportada).

## Historia

### Segunda Guerra Mundial
En 1941, el Cuerpo de Ingenieros del Ejército de los Estados Unidos construyó un aeródromo en el terreno del actual aeropuerto como base de entrenamiento de pilotos de combate para la Tercera Fuerza Aérea de las Fuerzas Aéreas del Ejército de los Estados Unidos (USAAF), bautizándolo como Aeródromo Militar de Punta Gorda. Para 1944, la base alcanzó su máximo apogeo, albergando a 1000 personas, incluyendo dos escuadrones de pilotos estudiantes.
La base contaba inicialmente con cuarenta Curtis P-40 Warhawks asignados, que posteriormente se transformaron en el North American P-51 Mustang. El entrenamiento en cazas de persecución con los P-40 y P-51 constituía la fase avanzada de entrenamiento para los pilotos de caza de las Fuerzas Aéreas del Ejército antes de su despliegue en las unidades operativas de la USAAF en Europa y el Pacífico. El Aeródromo Militar de Punta Gorda era un comando subordinado del 3.er Comando de Cazas de la 3.ª Fuerza Aérea en Drew Field (actual Aeropuerto Internacional de Tampa), y también contaba con transportes C-45 Expeditor y C-47 Skytrain asignados para apoyo.
El 27º Grupo de Servicio, una unidad compuesta exclusivamente por soldados negros, fue trasladado desde MacDill Field en Tampa para brindar entrenamiento para servicios de apoyo a las unidades de combate aéreo.
Todos los oficiales de la base y algunos suboficiales superiores vivían en Punta Gorda, mientras que los oficiales estudiantes y la mayoría de los soldados rasos vivían en tiendas de campaña en la base. Los edificios semipermanentes incluían un cuartel general de operaciones, aulas, un edificio de suministros, una estación de bomberos, un dispensario, una capilla y la torre de control. La base contaba con hangares en el muelle delantero, donde solo el morro de la aeronave se resguardaba para reparaciones.
Después de la guerra, el gobierno de EE. UU. emitió una escritura de liberación transfiriendo todos los accesorios y mejoras ubicados en la propiedad al condado de Charlotte.

## Instalaciones
El Aeropuerto de Punta Gorda abarca 783 ha (1934 acres) a una altitud de 8 m (26 pies). Cuenta con tres pistas de asfalto: la 04/22 mide 2192 x 46 m (7193 x 150 pies), la 15/33 mide 1916 x 46 m (6286 x 150 pies) y la 09/27 mide 803 x 18 m (2636 x 60 pies) y cuenta con seis puertas de embarque.
En 2007, el aeropuerto construyó una nueva terminal para el creciente número de pasajeros. Se denominó Terminal Bailey en honor a los siete hermanos Bailey, oriundos de Punta Gorda, que sirvieron en la Segunda Guerra Mundial y la Guerra de Corea.
En el año fiscal que finalizó el 31 de diciembre de 2023, el aeropuerto registró 103.252 operaciones de aeronaves, un promedio de 283 diarias: 85 % de aviación general, 12 % de aerolíneas, 2 % de militares y 1 % de taxis aéreos. En ese momento, contaban con base en este aeropuerto 404 aeronaves: 331 monomotores, 36 multimotores, 21 reactores, 11 helicópteros, 4 ultraligeros y 1 planeador.

## Aerolíneas y destinos
| Aerolíneas           | Destinos |
| -------------------- | --- |
| Allegiant Air        | Akron/Canton, Albany (NY), Allentown, Appleton, Asheville, Atlantic City (inicia el 13 de febrero de 2026), Belleville/San Luis, Cedar Rapids/Iowa City, Charlotte/Concord, Chattanooga, Chicago-Midway, Chicago/Rockford, Cincinnati, Columbus-Rickenbacker, Dayton, Des Moines, Flint, Fort Wayne, Grand Rapids, Harrisburg, Indianápolis, Kansas City, Knoxville, Lexington, Louisville, Nashville, Newburgh, Niágara Falls, Nueva Orleans (inicia el 21 de noviembre de 2025), Peoria, Pittsburgh, Portsmouth, Providence, South Bend, Springfield/Branson, Springfield (IL), Toledo, Washington-Dulles Estacionales: Bangor, Elmira, Moline/Quad Cities, Omaha, Plattsburgh, Rapid City, Richmond, Rochester (NY), Sioux Falls, Siracusa, St. Cloud (MN), Traverse City |
| Sun Country Airlines | Estacional: Mineápolis-Saint Paul |

## Estadísticas

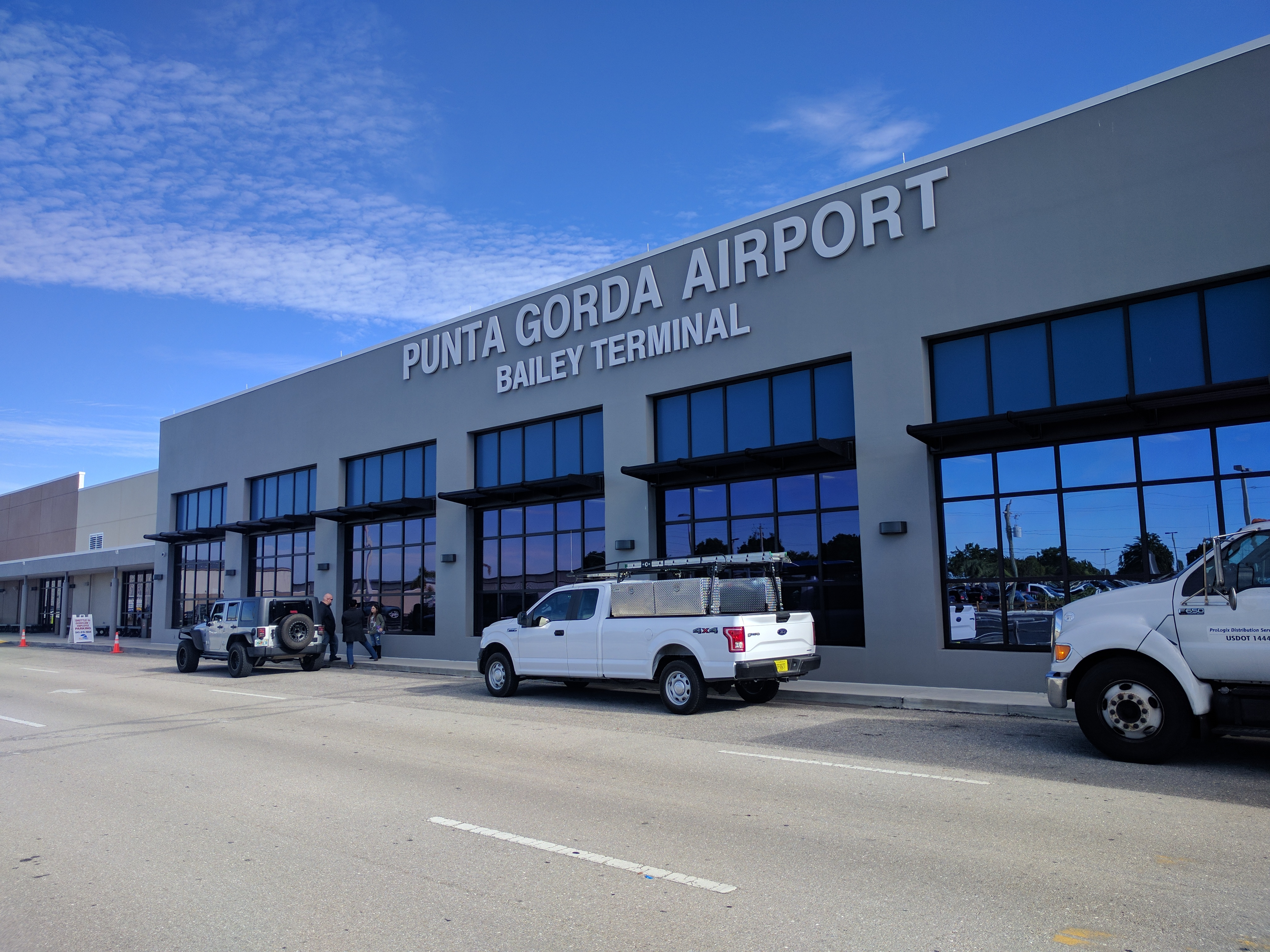
Fachada principal del aeropuerto.

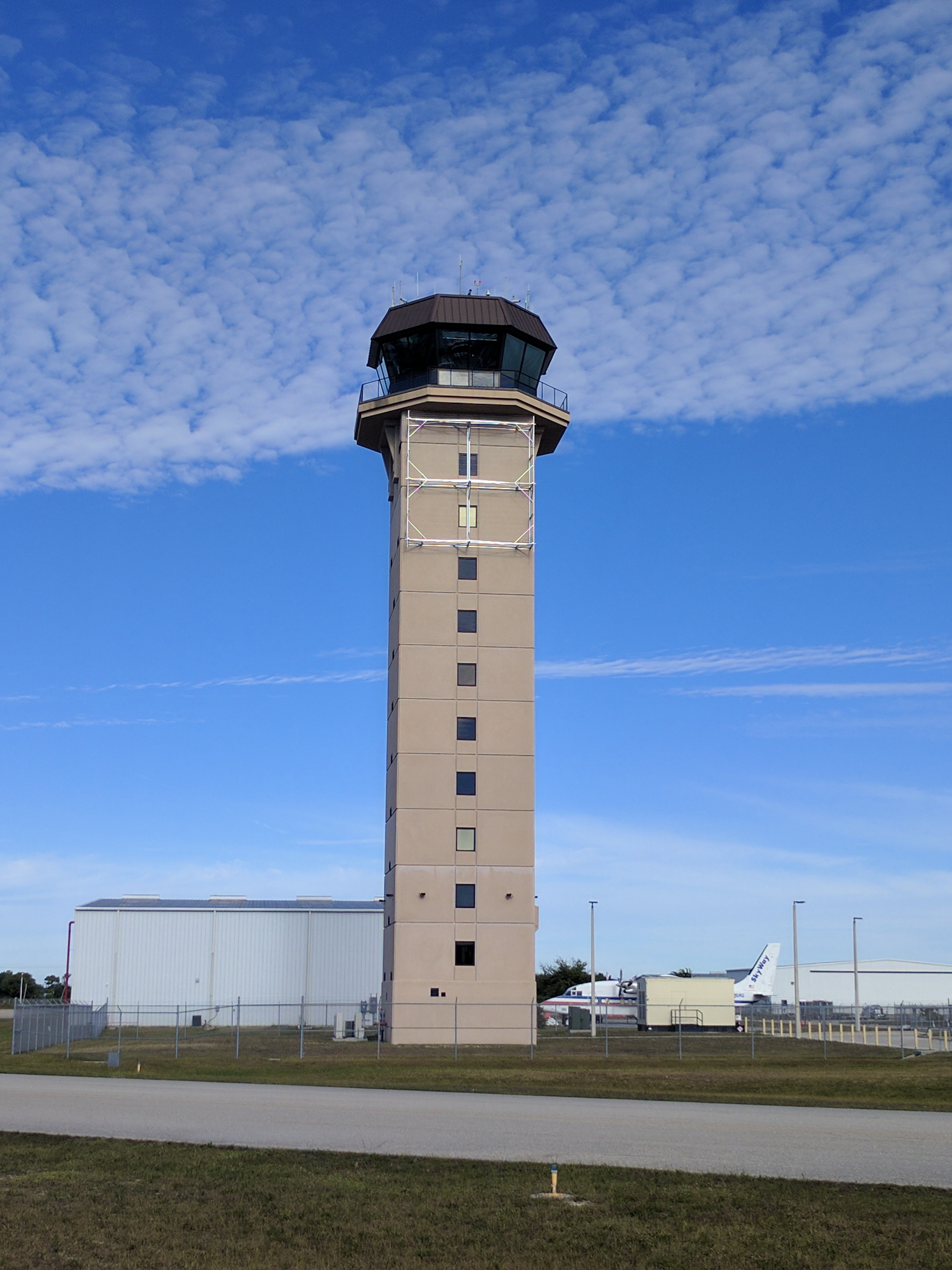
Torre de control del aeripuerto.

### Tráfico anual
|      | Pasajeros |
| ---- | --------- |
| 2010 | 182,423   |
| 2011 | 291,626   |
| 2012 | 219,357   |
| 2013 | 333,611   |
| 2014 | 628,075   |
| 2015 | 836,472   |
| 2016 | 1,118,303 |
| 2017 | 1,293,337 |
| 2018 | 1,577,164 |
| 2019 | 1,644,916 |
| 2020 | 1,189,681 |
| 2021 | 1,569,836 |
| 2022 | 1,846,097 |
| 2023 | 1,901,819 |
| 2024 | 1,925,128 |